# Heart Shaped World
Heart Shaped World (en español: Mundo en forma de corazón) es el tercer álbum de estudio del cantautor estadounidense Chris Isaak. Fue publicado el 13 de junio de 1989 a través del sello discográfico Reprise.
Similar a sus álbumes previos, estaba recibiendo el apoyo de la crítica pero no lograba aparecer dentro del radio airplay del país. Esto cambió con la exposición masiva de su interpretación crooner «Wicked Game» a finales de 1990, convirtiéndose en su salto a lo mainstream e ingresando al top 10 del Billboard 200 para abril de 1991.

## Concepto
Heart Shaped World fue grabado en 1988, en los estudios Fantasy en Berkeley y Dave Wellhausen Recording en San Francisco, siendo mezclado posteriormente en Artisan Sound Recorders. Sobre «Wicked Game», fue inspirada en una llamada telefónica que recibió de una mujer, para organizar una aventura de una noche, expresando: “es lo que ocurre cuando sientes una gran atracción por personas que no son necesariamente buenas para ti”.

## Recepción

### Crítica
En una reseña con calificación perfecta del Orlando Sentinel, el crítico musical Parry Gettelman destaca al álbum por sus letras románticamente desoladas y su sonido «altamente atmosférico, con una oscura cualidad de film noir». Steve Huey, en una reseña retrospectiva para AllMusic, nota las mismas cualidades de Roy Orbison en cuanto a sus intentos de hacer piezas más rockeras, describiendo: «[es] claro que las baladas son su verdadero fuerte, y debido al espíritu que Isaak quiere canalizar, los canciones se sienten muy dóciles».

### Comercial

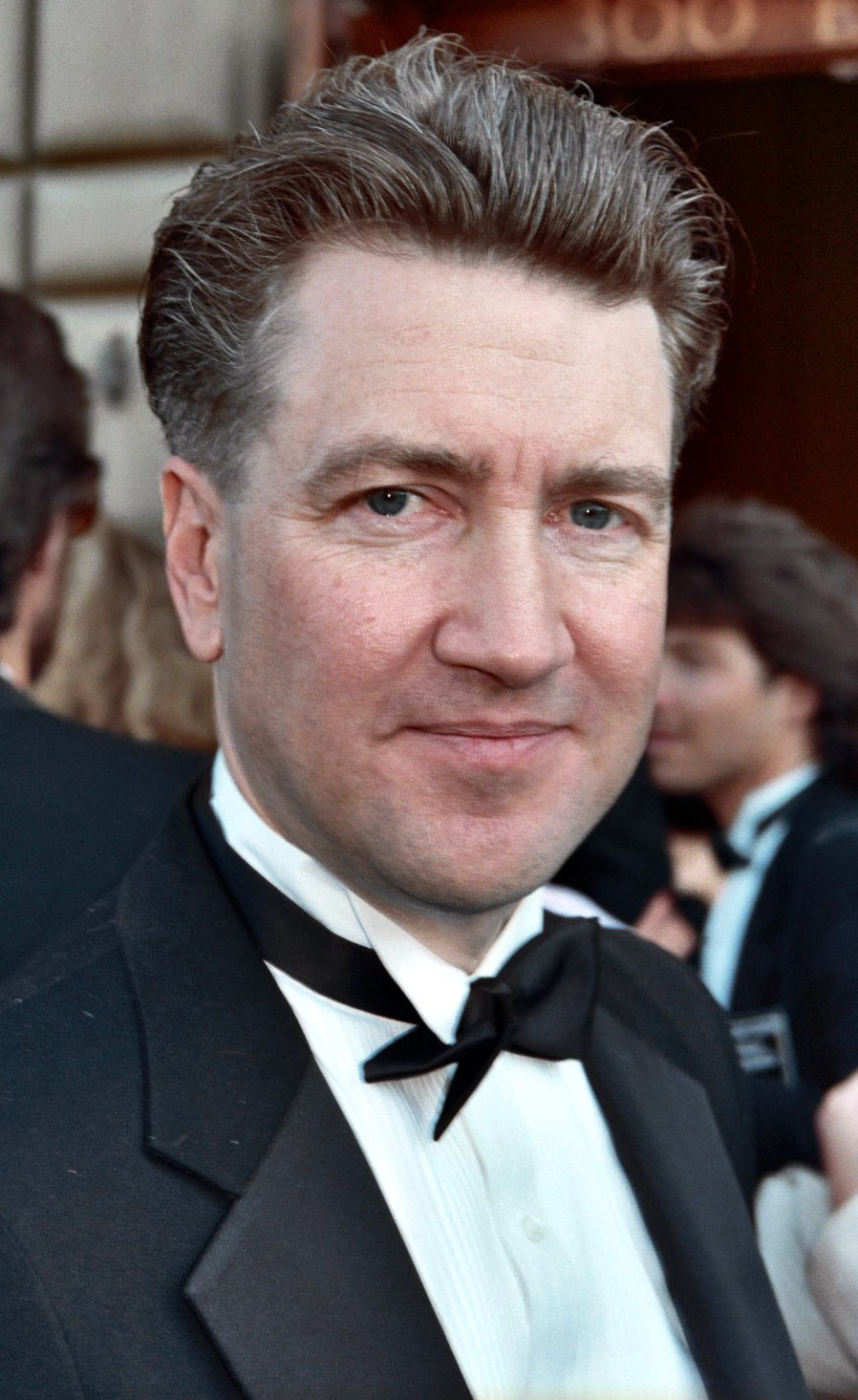
Anteriormente, David Lynch ya había utilizado canciones suyas para su film Blue Velvet.

El disco se publicó durante el verano de 1989 y estuvo en la lista Billboard 200 durante diez semanas, donde alcanzó el puesto 149 sin ningún sencillo de adelanto. Sin embargo, en octubre de 1990, Lee Chesnut, director musical de la emisora WAPW de Atlanta, radió la canción «Wicked Game» durante varias semanas después de escuchar una versión instrumental de esta en la banda sonora de la película Wild at Heart dirigida por David Lynch en 1990.
Con la intervención radial de Chesnut, la canción llegó a vender medio millón de copias e impulsando al álbum a alcanzar la séptima posición en la lista Billboard 200 para abril de 1991. El álbum obtuvo un gran éxito de ventas que ascendieron a más de 2 600 000 copias, por lo que el disco fue certificado con el doble disco de platino, catapultando la carrera musical de Chris Isaak de manera internacional. Según palabras de personas asociadas a Warner, Isaak había logrado ser el artista más vendido del sello en ese período, superando a figuras como Madonna, Paul Simon, Damn Yankees y Jane's Addiction.
El vídeo musical fue dirigido por Herb Ritts y filmado en blanco y negro, tuvo una gran difusión por la cadena musical norteamericana MTV, donde el mismo Isaak lucía su torso desnudo junto a la modelo danesa Helena Christensen, mientras que ambos se revolcaban sensualmente por las olas de la playa; dicho videoclip logró a contribuir notablemente al éxito alcanzado por el disco.

## Lista de canciones
Todas las canciones escritas y compuestas por Chris Isaak, excepto «Diddley Daddy» por Bo Diddley y Harvey Fuqua. 
| N.º   | Título                           | Duración |  |
| 1.    | «Heart Shaped World»             | 3:30     |  |
| 2.    | «I'm Not Waiting»                | 3:16     |  |
| 3.    | «Don't Make Me Dream About You»  | 3:33     |  |
| 4.    | «Kings of the Highway»           | 4:47     |  |
| 5.    | «Wicked Game»                    | 4:49     |  |
| 6.    | «Blue Spanish Sky»               | 3:58     |  |
| 7.    | «Wrong to Love You»              | 4:20     |  |
| 8.    | «Forever Young»                  | 3:23     |  |
| 9.    | «Nothing's Changed»              | 4:08     |  |
| 10.   | «In the Heat of the Jungle»      | 6:20     |  |
| 11.   | «Diddley Daddy» (CD bonus track) | 4:01     |  |
| 46:05 |                                  |          |  |

## Créditos
| Músicos - Chris Isaak – voz, guitarra - James Calvin Wilsey – guitarra solista - Rowland Salley – bajo, voz - Kenney Dale Johnson – batería, voz Personal adicional - Prairie Prince - percusiones - Frank Martin - teclados, piano - Pete Scaturro - teclados - Christine Wall, Cynthia Lloyd - voces - Chris Solberg - bajo - Joni Haastrup - teclados | Producción - Erik Jacobsen – productor - Mark Needham – ingeniero - Daniel Levitin – diseñador de sonido - Lee Herschberg – asistente de mezclas - Greg Fulginiti (Artisan Sound Recorders) – masterizador Otros créditos - Fotografías - Lex Van Rossen, Pamela Gentile, Rick Lopez - Con licencia de - WEA Music - Publicado por - Reprise Records |

## Posicionamiento en listas
| Listas (1989)                  | Mejor posición |
| ------------------------------ | -------------- |
| Estados Unidos (Billboard 200) | 149            |
| Países Bajos (Album Top 100)   | 50             |

| Listas (1991)                  | Mejor posición |
| ------------------------------ | -------------- |
| Estados Unidos (Billboard 200) | 7              |

## Certificaciones
| País (Certificador) | Certificación | Ventas certificadas |
| --- | ------------- | ------------------- |
| Canadá (Music Canada) | Platino       | 100 000*            |
| Estados Unidos (RIAA) | 2× Platino    | 2 600 000           |
| ^cifras de envíos basadas únicamente en la certificación xcifras no especificadas basadas únicamente en la certificación |               |                     |